# دژ پنهان
دژ پنهان (انگلیسی: The Hidden Fortress) یک فیلم ژاپنی جیدایگکی و ماجراجویانه به کارگردانی آکیرا کوروساوا که در سال ۱۹۵۸ منتشر شد. از بازیگران این فیلم می‌توان به توشیرو میفونه و تاکاشی شیمورا اشاره کرد.